# Кабдикарим Ідрисов
Кабдикарим Ідрисов (каз. Қабдыкәрім Ыдырысов; 27 серпня 1928, Павлодарська область — 22 листопада 1978, Алмати) — казахський радянський поет, перекладач, редактор.

## Біографія
Народився 27 серпня 1928 року у колгоспі «Перемога» Куйбишевського району (нині дослідне господарство імені Багустара Рамазанова Актогайського району Павлодарської області Казахстану). Батька Кабдикарима засудили як «ворога народу» у 1937 році та відправили на острів Діксон, звідки він не повернувся. Був реабілітований лише посмертно у 1959 році.
У 1948 році закінчив Павлодарське педагогічне училище, у 1962 році — КазПІ (нині Казахський національний педагогічний університет ім. Абая).
Етапи кар'єрного росту:
- 1948—1952 — інструктор Павлодарського облвиконкому.
- 1952—1957 — завідувач відділу газети «Чазақстан піонері».
- 1957—1961 — старший редактор видавництва «Жазушы».
- 1961—1965 — відповідальний секретар газети «Чазақ әдебієті».
- 1965—1972 — секретар Спілки письменників Казахстану.
- 1972—1975 — директор Державної книжкової палати Казахстану.
- 1975—1978 — директор видавництва «Жалин».

Був членом КПРС, був членом Алматинського обласного комітету партії. Також був депутатом Алматинської міської ради депутатів трудящих.
Пішов із життя 22 листопада 1978 року в Алмати. Похований на Кенсайському цвинтарі.

## Творчість
Кабдикарим Ідрисов ще в юності почав писати вірші, які розсилав у редакції різних газет і журналів. Після участі в обласному конкурсі молодих обдарувань його помітив відомий казахський поет Халіжан Бекхожин. Попри «неблагонадійне» походження, Бекхожін запросив молодого поета в Алмати та став допомагати у здійсненні літературної кар'єри.
Перша збірка віршів Ідрисова «Өмир гүлі» («Квіти життя») вийшла у 1955 році. Далі з'явилися збірники «Шуақти күндер» («Сонячні дні», 1969), «Армысың, Арабстан» («Привіт, Аравіє!», 1975) та ін. Збірник «Привіт, Аравіє!» став результатом творчого відрядження до Єгипту, Лівану та Сирії. Ідрісов писав і книги для дітей: «Жасырынбақ» («Піжмурки», 1962), «Әр қашан күн сөнбесін» («Нехай завжди буде сонце!», 1965). Багато віршів поета було покладено на музику.
Ідрисов перекладав казахською мовою твори О. Гончара, Ф. Г. Лорки, вірші О. Пушкіна, М. Лермонтова, Т. Шевченка, Н. Хікмета та ін. Ним також було виконано переклади віршів С. Маршака, А. Барто та С. Михалкова, адресованих дитячій аудиторії.
Своєю чергою, вірші Ідрісова перекладалися російською мовою і видавалися у Москві.

## Нагороди
- Медаль «За доблесну працю в ознаменування 100-річчя з дня народження В. І. Леніна».

## Пам'ять
- Меморіальні дошки встановлені в Алмати на стіні будинку на проспекті Достик, де жив Ідрисов, та у Павлодарському педагогічному коледжі, який він закінчував.
- Ім'ям поета названа школа в Актогайському районі, де він навчався.
- При школі села Ауелбек Актогайського району діє музей Ідрисова.
- У 2018 році у Павлодарській області проходили «Ідрисівські читання», присвячені 90-річчю від дня народження поета[3][4].